# Bąkowo (wieś w powiecie świeckim)
Bąkowo – wieś kociewska stanowiąca sołectwo w Polsce położona w województwie kujawsko-pomorskim, w powiecie świeckim, w gminie Warlubie przy drodze wojewódzkiej nr 391.
W latach 1975–1998 miejscowość należała województwa bydgoskiego. Według Narodowego Spisu Powszechnego (III 2011 r.) liczyła 393 mieszkańców. Jest piątą co do wielkości miejscowością gminy Warlubie.

## Części wsi
| SIMC    | Nazwa                 | Rodzaj    |
| ------- | --------------------- | --------- |
| 0099010 | Dobrogosław           | część wsi |
| 0099027 | Trzy Korony           | część wsi |
| 0099033 | Wybudowanie Bąkowskie | część wsi |

## Historia

### Legenda
Dawno temu w miejscu stawu miał znajdować się klasztor żeński, a tam gdzie obecnie ulokowany jest pałac, klasztor męski - Wankau. Zakonników i zakonnice obowiązywał zakaz spotykania się. Jedna z młodych sióstr po złamaniu tego zakazu została zamurowana w piwnicach klasztoru Wankau. Mimo tego incydentu zakonnicy postanowili w tajemnicy przed przeorem zaczęli drążyć tunel do drugiego klasztoru. Kiedy już kończyli kopać, żeński klasztor zapadł się pod ziemię, a w jego miejscu powstał Staw Rusałek. Podobno nocą nad nim krążą duchy zakonnic, a z podziemia pałacu słychać odgłosy kroków i przeraźliwe krzyki i jęki.

### Do 1945 roku
Bąkowo było gniazdem rodowym rodziny Hutten-Czapskiech, linii bękowskiej, herbu Leliwa. Za czasów krzyżackich używali nazwy von Hutten (z polskiego czapka). Od 1492 roku właścicielką dóbr była Barbara Schoff, która słynęła z działalności dobroczynnej. w 1509 roku właścicielką pałacu została Elza Jasińska, która sprzedała go swemu synowi Przemysławowi. Od 1597 roku spadkobiercą został szlachcic Sebastian Czapski, w latach 1684-1703 chorąży Aleksander Czapski. Następnie był własnością Józefa i Franciszka Czapskiego, a później jedynej spadkobierczyni Ludwiki Czapskiej, która wyszła za podkomorzego Michała Skórzewskiego herbu Drogosław. W 1780 roku wybudowali oni kaplicę przy pałacu. W 1818 roku w wyniku podziały spadku, posiadłość przypadła Miachałowi Ignacemu Drogosław Skórzewskiemu, który sprzedał je Niemcowi Andrzejowi Goetzendorf-Grabowskiemu herbu Zbiświcz. W 1840 roku odbyła się licytacja majątku, w wyniku której nabył go Gustaw Gehrlich za 40 000 talarów. Później, w 1885 roku odziedziczył go Karl Ernst Gehrlich. Pod koniec XIX w., według systemu pruskiej ordynacji, Bąkowo było obszarem dworskim z przełożonym. Ostatnim właścicielem pałacu był Friedrich Gehrlich. Urodził się 13 stycznia 1886 roku w Bąkowie i ożenił się z Charlotą Bismarck. W okresie międzywojennym był członkiem niemieckiej organizacji Deutsches Jungblock. Funkcję zastępcy przełożonego obszaru dworskiego pełnił Maksymilian Lewiński. W 1945 roku rodzina Gehrlich wyjechała na stałe (została wysiedlona) do Niemiec.

## Zespół pałacowo-parkowy

### Pałac
W październiku 1946 roku, z inicjatywy Kuratorskiego Okręgu Szkolnego Pomorskiego w Torunia, w pałacu utworzono Państwowy Dom Dziecka. Pierwotnie był stworzony dla sierot wojennych z czasem dla dzieci ze środowisk społecznie zaniedbanych. Obecna bryła budynku pochodzi z 2. połowy XIX w. Cała budowla ma wiele cech stylu późnoklasycystycznego. Boczne skrzydła są rozmieszczone symetryczne względem portyku, który jest schowany za postpalliadańskimi arkadami. Całość jest wykończona skromnym detalem. W 1976 roku wykonano kapitalny remont obiektu.
W 1990 roku zespół pałacowo-parkowy został wpisany na listę zabytków pod nr A/242/1-5. W jego skład oprócz pałacu i parku wchodzi również obora i gorzelnia.

### Park
W parku znajdują się 4 pomniki przyrody:
| Nr | Nazwa                        | Obwód przy powołaniu | Akt prawny                                                                |
| 1. | Lipa drobnolistna            | 480 cm               | Rozporządzenie nr 322/95 Wojewody Bydgoskiego z dnia 29 grudnia 1995 roku |
| 2. | Dąb szypułkowy               | 420 cm               | Rozporządzenie nr 11/91 Wojewody Bydgoskiego z dnia 1 lipca 1991 roku     |
| 3. | Buk zwyczajny                | 355 cm               | Rozporządzenie nr 322/95 Wojewody Bydgoskiego z dnia 29 grudnia 1995 roku |
| 4. | Buk zwyczajny odmiana zwisła | 310 cm               | Rozporządzenie nr 322/95 Wojewody Bydgoskiego z dnia 29 grudnia 1995 roku |

## Ochrona przyrody
W Bąkowie rośnie 5 bardzo okazałych dębów szypułkowych powołanych na pomniki przyrody w 1991 roku:
- Dąb szypułkowy Jan Kazimierz o obwodzie 959 cm (na wysokości 50 cm od ziemi), wchodzi w skład Dębów Bąkowskich, jeden z najstarszych dębów w Polsce, najdorodniejszy dąb w województwie kujawsko-pomorskim
- Dąb szypułkowy o obwodzie 670 cm, wchodzi w skład Dębów Bąkowskich
- Dąb szypułkowy o obwodzie 560 cm, wchodzi w skład Dębów Bąkowskich
- Dąb szypułkowy o obwodzie 670 cm (przy drodze)
- Dąb szypułkowy o obwodzie 560 cm (przy drodze)